# George Nicholas
Pour les articles homonymes, voir Nicholas.
George Nicholas (14 décembre 1910, Vermilion, Ohio - 23 novembre 1996, Edinboro, Pennsylvanie) est un animateur américain ayant travaillé entre autres pour les studios Disney.

## Filmographie
- 1936 : Gopher Trouble
- 1937 : The Big Race
- 1937 : The Stevedores
- 1937 : Rest Resort
- 1938 : Feed the Kitty
- 1938 : Silly Seals
- 1938 : The Rabbit Hunt
- 1939 : Soup to Mutts
- 1939 : The Sleeping Princess
- 1941 : Pluto majordome (A Gentleman's Gentleman)
- 1944 : Donald et le Gorille, non crédité
- 1944 : Le Printemps de Pluto (Springtime for Pluto)
- 1944 : Premiers Secours
- 1945 : Pluto est de garde (Dog Watch)
- 1945 : Casanova canin
- 1945 : La Légende du rocher coyote
- 1946 : Le Petit Frère de Pluto
- 1946 : Pluto au pays des tulipes
- 1946 : Pluto détective
- 1946 : Bath Day
- 1947 : Mickey et Pluto au Mexique
- 1947 : Ça chauffe chez Pluto (Pluto's Housewarming)
- 1947 : Les Chiens de secours (Rescue Dog)
- 1947 : Figaro and Frankie
- 1947 : Rendez-vous retardé (Mickey's Delayed Date)
- 1947 : Pluto chanteur de charme (Pluto's Blue Note)
- 1948 : Bone Bandit
- 1948 : Pluto's Purchase
- 1948 : Pluto et Figaro (Cat Nap Pluto)
- 1948 : Pluto's Fledgling
- 1948 : Mickey et le Phoque (Mickey and the Seal)
- 1949 : Pluto's Surprise Package
- 1949 : Pluto's Sweater
- 1949 : Sheep Dog
- 1950 : Pluto's Heart Throb
- 1950 : Pluto and the Gopher
- 1950 : Cendrillon, animateur personnages
- 1950 : Wonder Dog
- 1950 : Puss Cafe
- 1950 : Pluto joue à la main chaude (Food for Feudin')
- 1950 : Camp Dog
- 1950 : Morris the Midget Moose
- 1951 : Dingo et le Lion (Lion Down)
- 1951 : Pluto et la Cigogne (Cold Storage)
- 1951 : Plutopia
- 1951 : Vive la fortune (Get Rich Quick)
- 1951 : Papa Dingo (Fathers Are People)
- 1951 : Défense de fumer (No Smoking)
- 1952 : Papa, c'est un lion (Father's Lion)
- 1952 : Hello, aloha
- 1952 : Tout doux, toutou (Man's Best Friend)
- 1952 : Dingo en vacances (Two Weeks Vacation)
- 1952 : Dingo détective (How to Be a Detective)
- 1953 : Papa est de sortie (Father's Day Off)
- 1953 : Dingo toréador (For Whom the Bulls Toil)
- 1953 : Le Week-end de papa (Father's Week-end)
- 1953 : L'Art de la danse (How to Dance)
- 1953 : Football Now and Then
- 1953 : Comment dormir en paix (How to Sleep)
- 1954 : The Lone Chipmunks
- 1955 : La Belle et le Clochard, animateur personnages
- 1956 : How to Have an Accident in the Home
- 1958 : Paul Bunyan
- 1959 : La Belle au bois dormant, animateur personnages
- 1959 : How to Have an Accident at Work
- 1958 : Roquet belles oreilles (The Huckleberry Hound Show) série télévisée (épisodes inconnus, 1959-1961)
- 1959 : Quick Draw McGraw TV séries
- 1961 : The Yogi Bear Show série télévisée (épisodes inconnus)